# Nicolas-Alexandre Lapie
Nicolas-Alexandre Lapie, genannt l’Aîné (* wohl 1730 in Paris; † 8. Februar 1775 in Paris), war ein französischer Ebenist (Kunsttischler), der Zeit seines Lebens in Paris wirkte.

## Würdigung
Lapie gehörte neben seinem Bruder Jean Lapie, genannt le Jeune und seinem Cousin Jean-Francois Lapie der Pariser Zunft der Menuisiers und Ebenisten an. Als Kunsttischler fertigte er marketierte Möbel im Stil Louis-quinze und im Stil Transition mit Elementen des beginnenden Louis-seize für die wohlhabende Pariser Gesellschaft. Das bisher bekannte Œuvre umfasst neben Kommoden, Sekretären und Bureaux-plats auch einige Kleinmöbel.

## Biografie

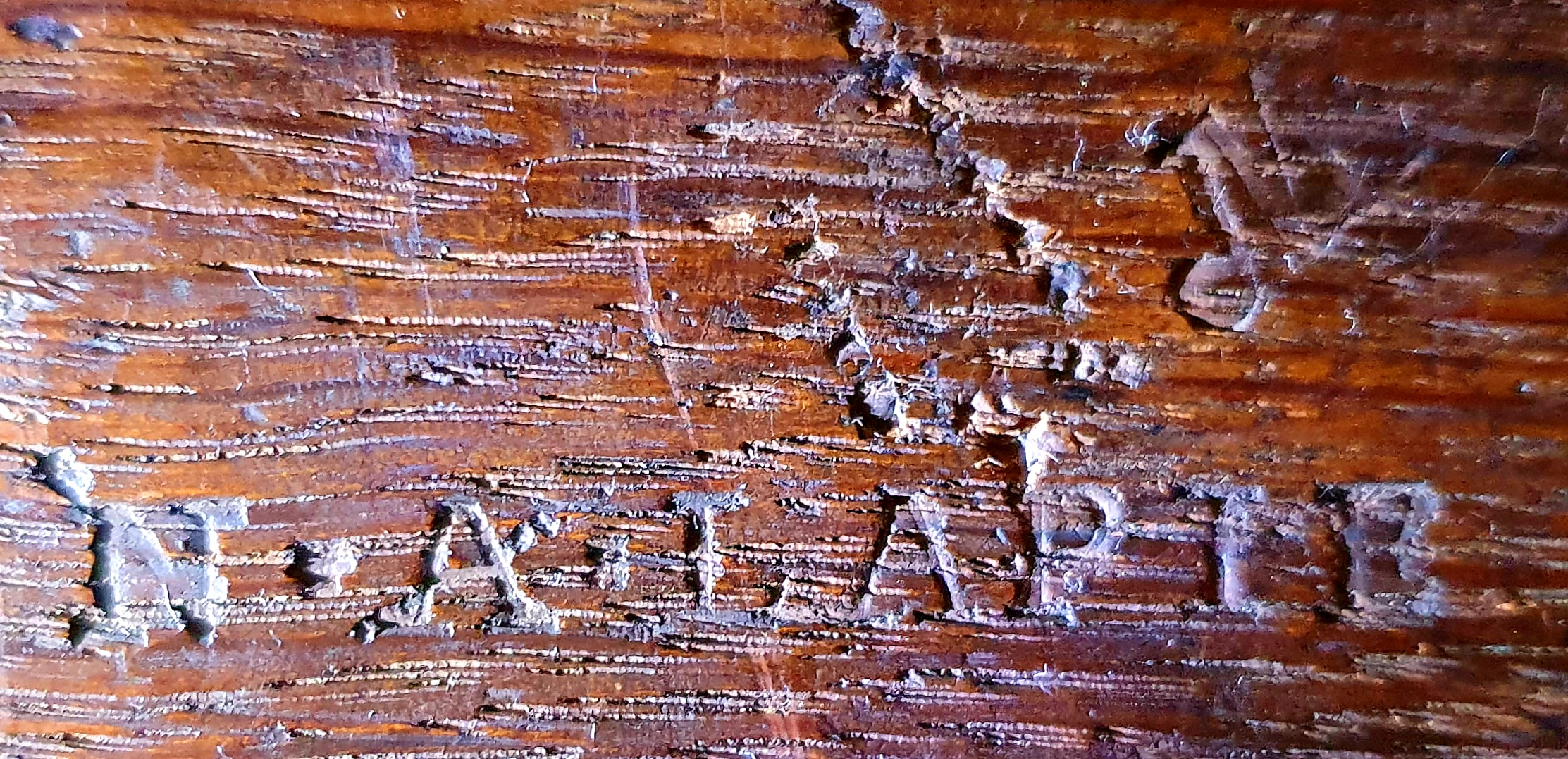
Schlagstempel N.-A. Lapies auf einem Möbel um 1765

Lapie wurde als Sohn des Fayencen-Händlers Nicolas Lapie aus der Rue de la Roquette und dessen Frau Marie-Alexis Martin geboren. Über seine Ausbildung und seine frühe Schaffenszeit ist nur wenig bekannt. Er heiratete am 25. Februar 1756 Marie-Marguerite Lemaître, die Tochter eines Brennmeisters aus dem Pariser Stadtteil Charonne.
Am 17. August 1764 erlangte er den Meistertitel in der Zunft der Menuisiers und Ebenisten von Paris. Im Registre des maîtrises de la ville de Paris hat sich der Eintrag in die Meisterrolle bis heute erhalten. Seine Werkstatt und sein Geschäft richtete er in der Rue de Charenton ein. Als Maitre Ébéniste signierte er seine Werke mit der Marke N×A×LAPIE, die sich oftmals zusammen mit dem Kontrollstempel der Zunftgeschworenen Jurés Maîtres Ébénistes (JME) auf den betreffenden Stücken nachweisen lässt. Eine enge Zusammenarbeit mit seinem Bruder und dem Cousin kann vermutet werden, da diese ebenfalls in der Rue de Charenton wirkten. Zudem finden sich auch gelegentlich Stücke, die ausschließlich mit LAPIE bezeichnet sind, was die Zuschreibung erschwert und ein Zusammenwirken vermuten lässt.
Er starb in seinem Wohnhaus in der Rue de Charenton und hinterließ seine zweite Frau Marie-Jeanne Bazin sowie vier minderjährige Kinder aus erster Ehe, die in die Obhut seines jüngeren Bruders Jean Lapie kamen. Der umfangreiche Möbelbestand seines Geschäfts, den das Sterbeinventar aufzählt, darunter Schränke, Kommoden und etwa zwanzig kleine Salontische, chiffonières genannt, wurde wenige Wochen später, am 27. Februar öffentlich veräußert.